# Dorinde van Oort
Dorinde van Oort (Amsterdam, 28 juni 1946) is een Nederlands schrijfster en beeldend kunstenares.
Haar eerste optreden was een rol in het boek Paulus en Wawwa, dat haar vader Jean Dulieu (pseudoniem voor Jan van Oort) voor haar schreef. Dit boek vertelt de belevenissen van het knuffelolifantje dat Dorinde in het bos had verloren en dat ze, dankzij de hulp van Paulus de Boskabouter, 's morgens weer in haar bed vond. (Waarschijnlijker is dat haar ouders een nieuw olifantje hadden gekocht.)
Als kind trad zij op als "Prinses Priegeltje" in de Paulus de boskabouter-hoorspelen van haar vader. Zij heeft (onregelmatig) artikelen gepubliceerd in de kranten NRC Handelsblad en de Volkskrant en schreef jarenlang portretten voor het blad Elegance. Boeken die zij heeft gepubliceerd zijn Meisje voor halve nachten (1989) en Vrouwenvlees (1992). In 1996 volgde een serie getekende en geschreven portretten met poezen van bekende Nederlanders later gebundeld onder de titel Op de kat af.
In 2006 verscheen van haar een familiegeschiedenis Vrouw in de schaduw, uitgegeven door Uitgeverij Cossee. Van Oort beschrijft hierin het levensverhaal van haar oudtante Annetje Beets. Het boek is een mengeling van fictie en feiten. Er worden historische personen opgevoerd, zoals de vooraanstaand politicus en oud-burgemeester van Rotterdam Piet Oud, terwijl andere figuren zijn gefingeerd of om redenen van privacy gefingeerde namen hebben gekregen.
Van haar roman Vrouwenvlees is in 2007 een herdruk verschenen. Ook verscheen van Dorinde van Oort een door haar ingesproken luisterboek: Opnieuw Beginnen. Hierin treden voor de lezers van Dorinde van Oorts boek Vrouw in de schaduw bekende personages op. 
In november 2012 is Paulus de Boskabouter of Het dubbelleven van Jean Dulieu, een biografie over haar vader verschenen. In tegenstelling tot Vrouw in de schaduw bevat deze biografie uitsluitend feiten. Dorinde tracht objectief en uitsluitend aan de hand van bronnen het leven van haar vader te beschrijven. Dorinde beschikte o.a. over dagboeken van haar vader en brieven, die haar ouders elkaar stuurden. Weer komen de mysteries uit het eerdere boek over Annetje Beets, de stiefmoeder van haar vader, in het boek voor, maar nu meer vanuit de rol van haar vader en grootvader. 
Van Oort staat ook bekend als een kenner van de cantates van Johann Sebastian Bach.